# گلایول ایتالیایی

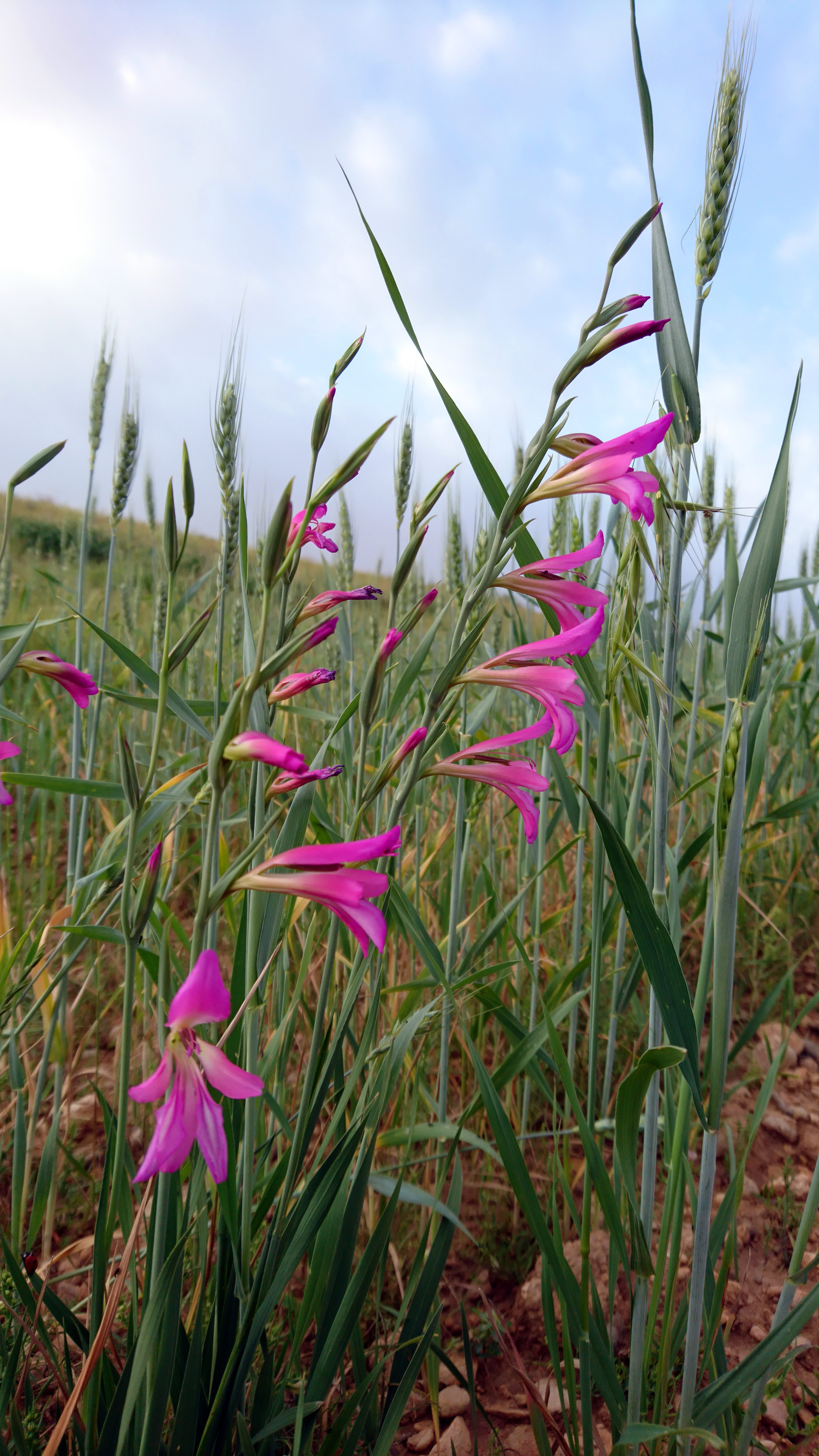
گلایل ایتالیایی خودرو در بهبهان

گلایول ایتالیایی(نام علمی: Gladiolus italicus) نام یک گونه از سرده گلایول است. این گونه به صورت خودرو در دشت‌های بهبهان می‌روید و در گویش بهبهانی به نام «گل کلاه» شناخته می‌شود. دلیل این نام‌گذاری نیز به سنت قدیمی درست کردن کلاه از این گل برای کودکان در فصل بهار برمی‌گردد. متاسفانه به دلیل تغییرات اقلیمی، تسطیح اراضی و استفاده بیش از حد از آفت‌کش‌ها، این گونه گیاهی نیز بسیار کمیاب شده است.

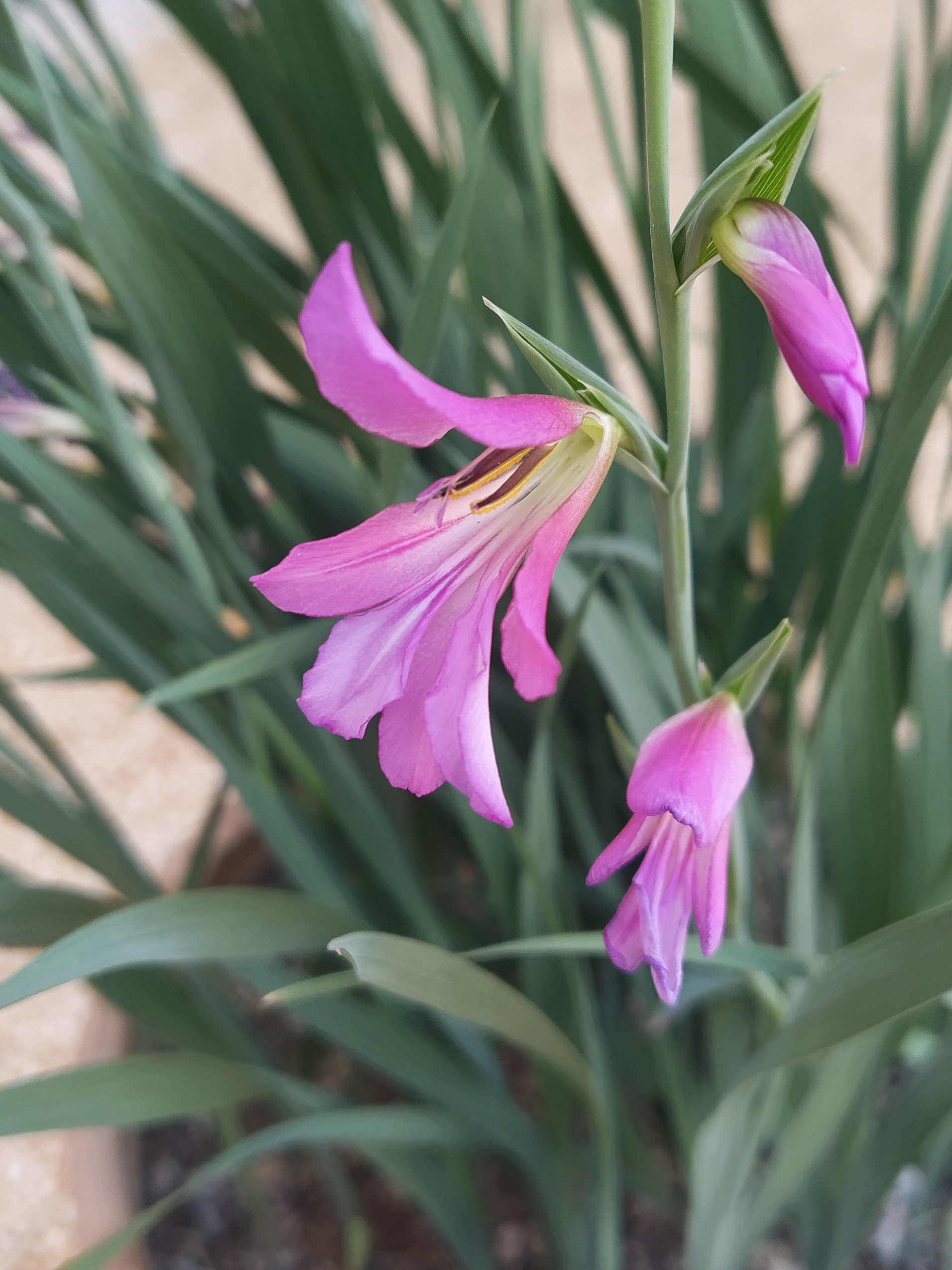
گلایل ایتالیایی در بهبهان

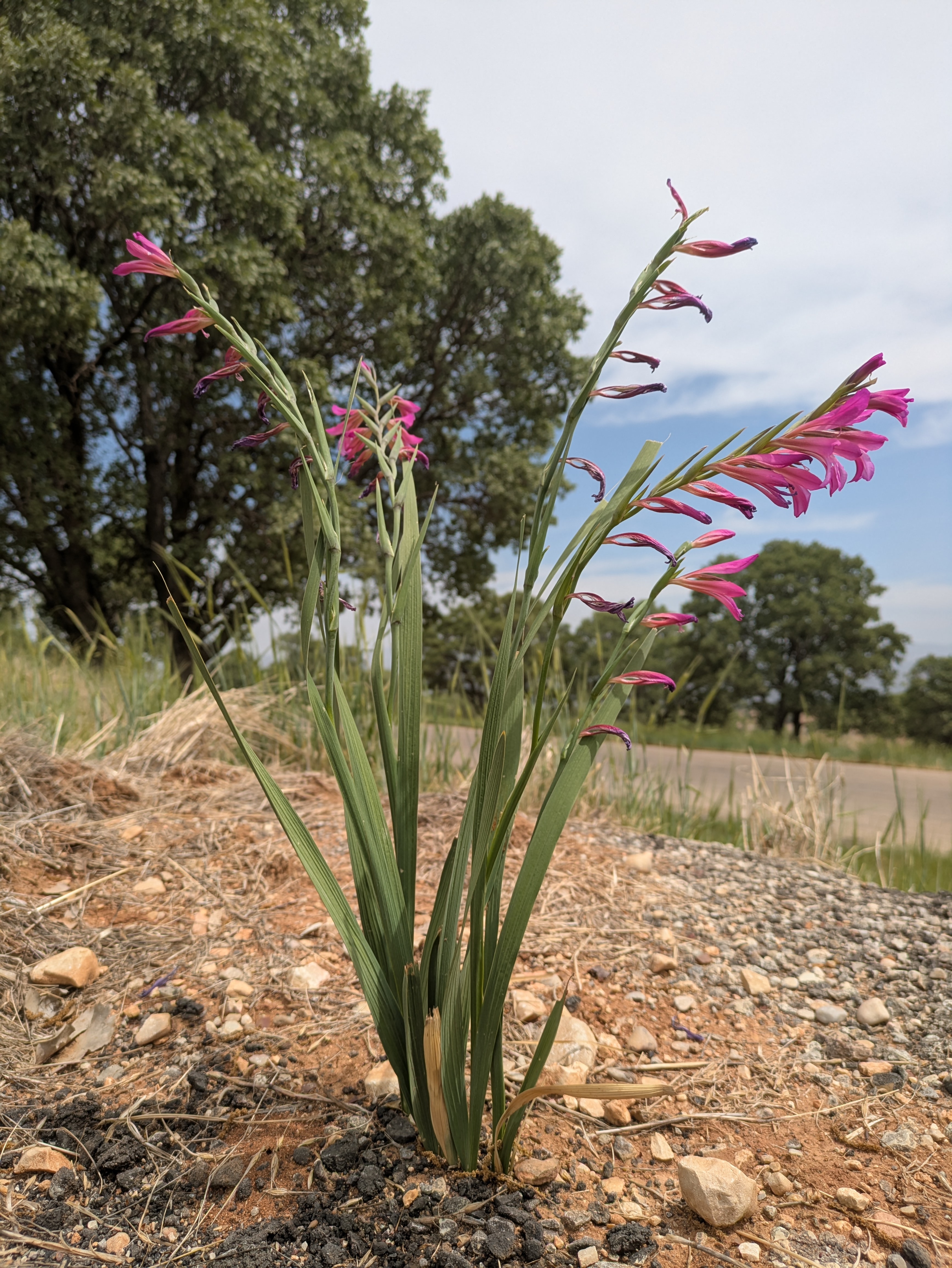
گلایل ایتالیایی خودرو

## نگارخانه

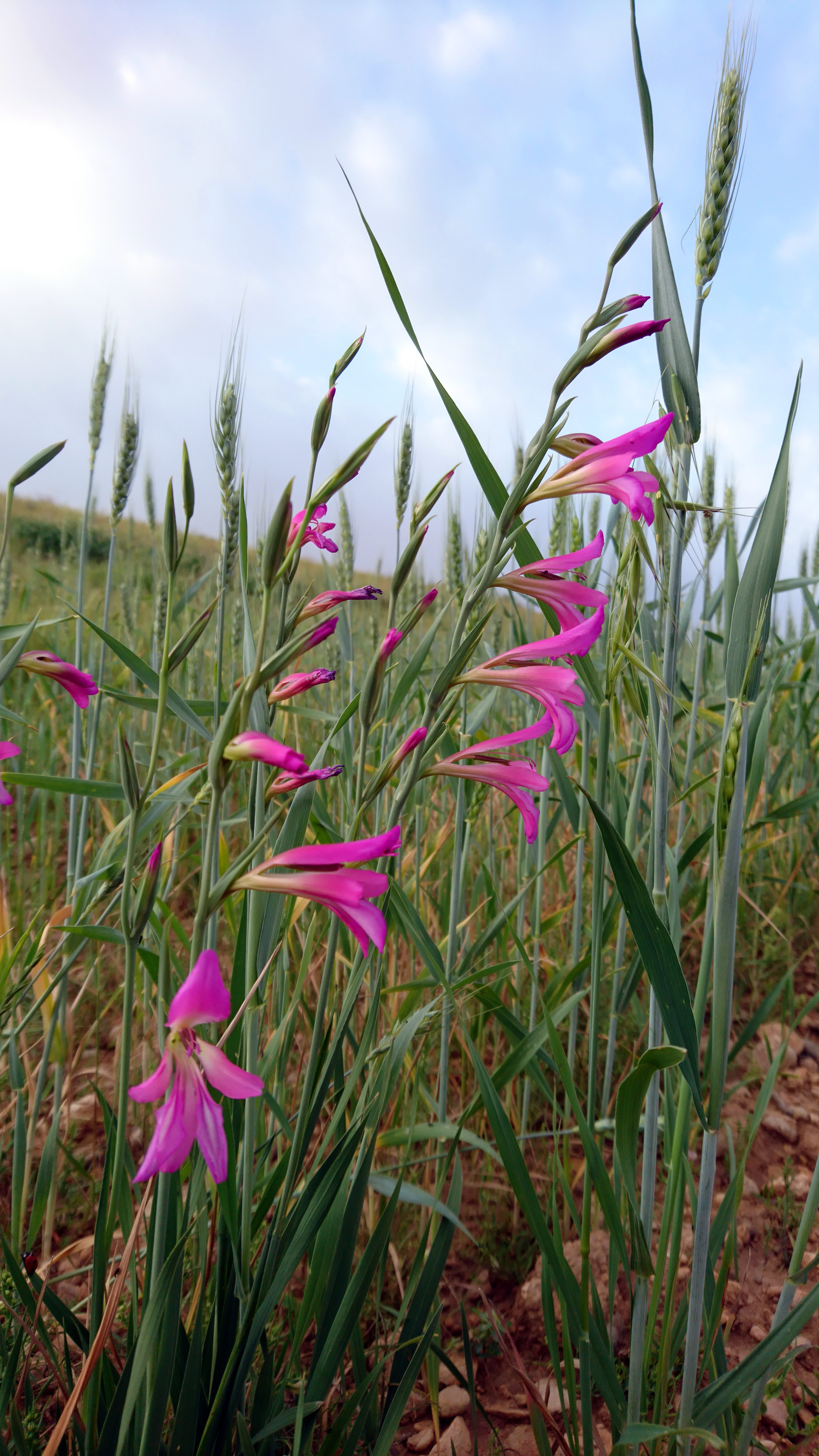
گلایل خودرو، بهبهان
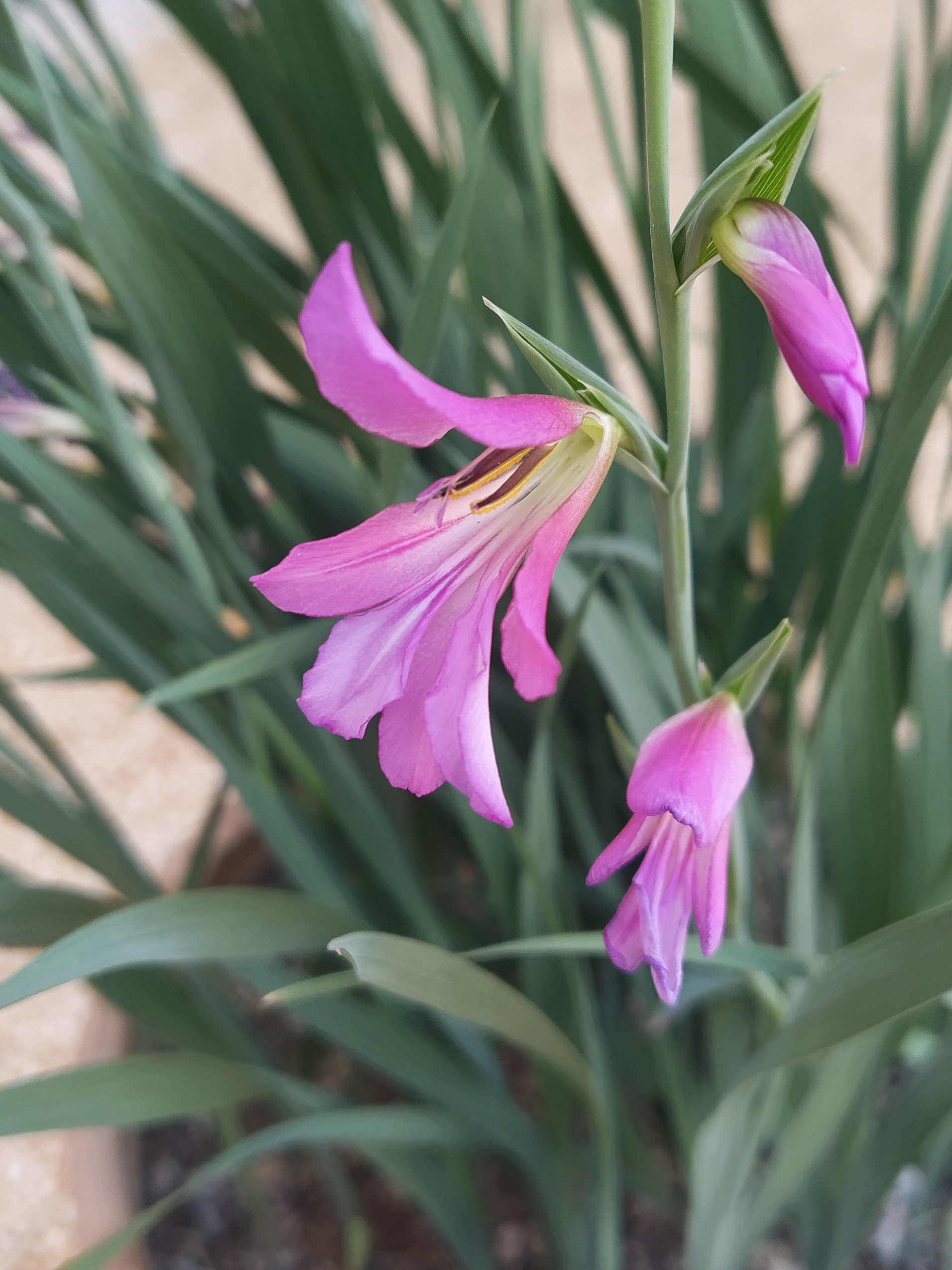
گلایل ایتالیایی خودرو، بهبهان
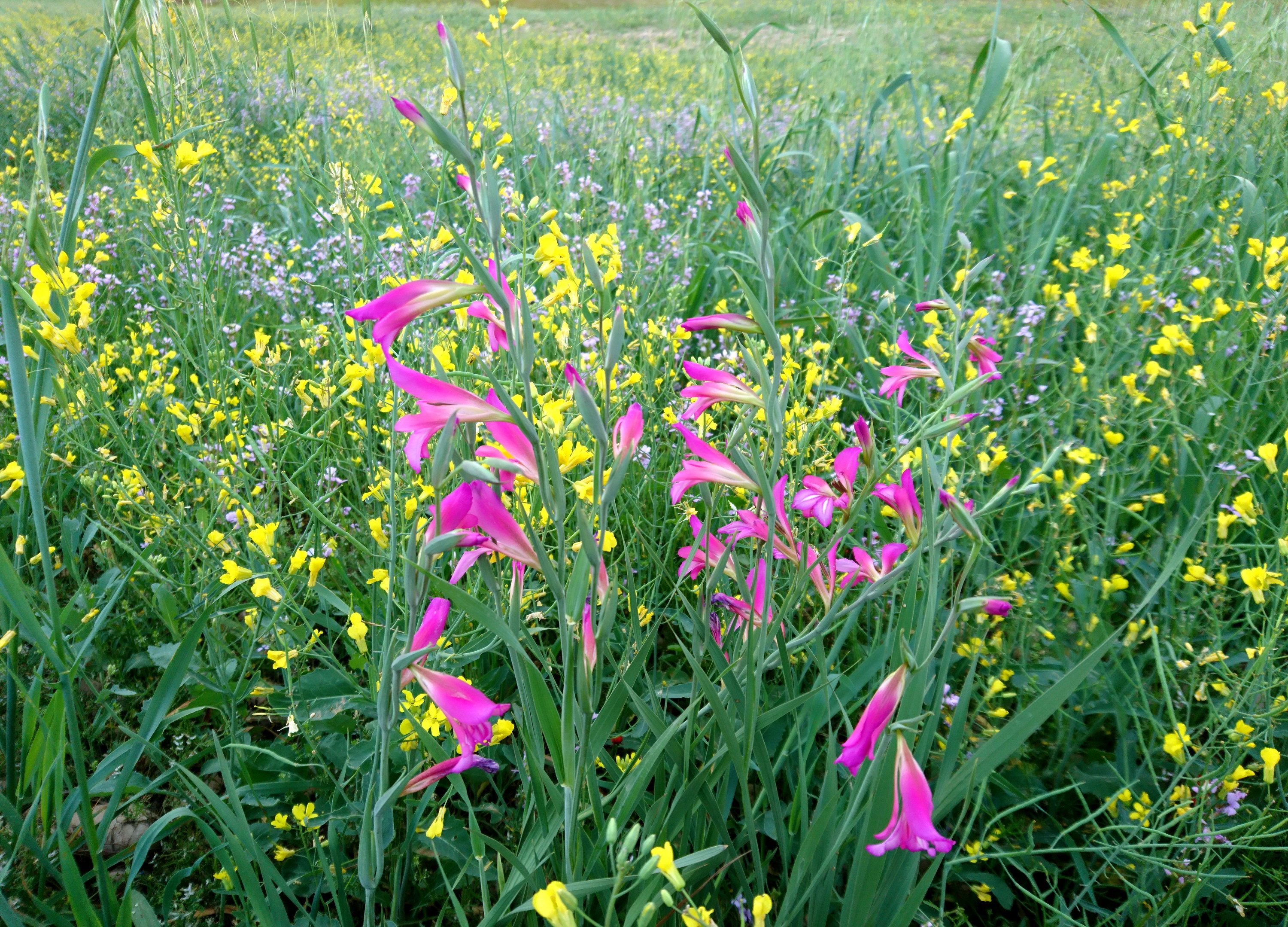
گلایول ایتالیایی خودرو، فروردین‌ماه
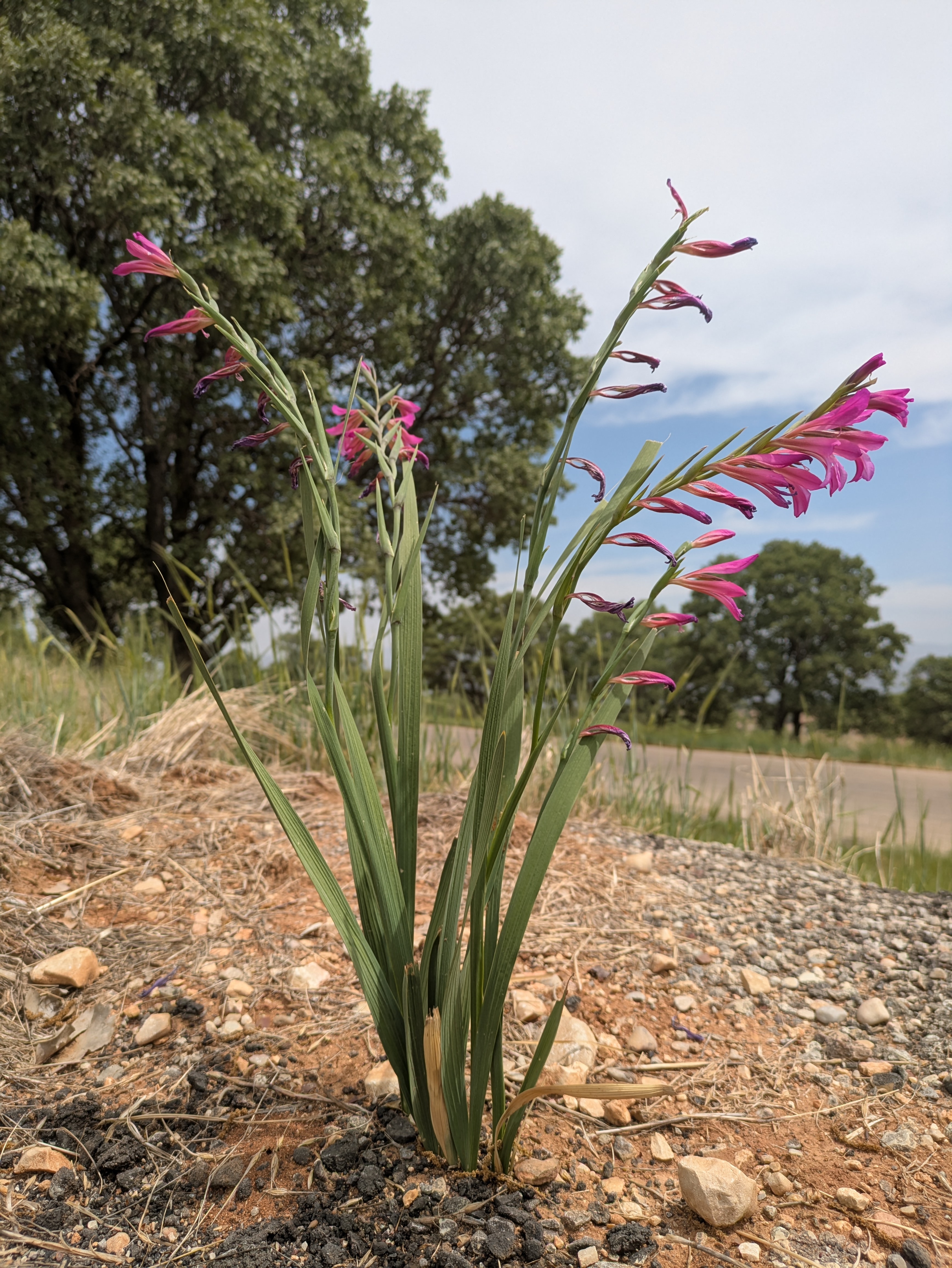
گلایل ایتالیایی خودرو
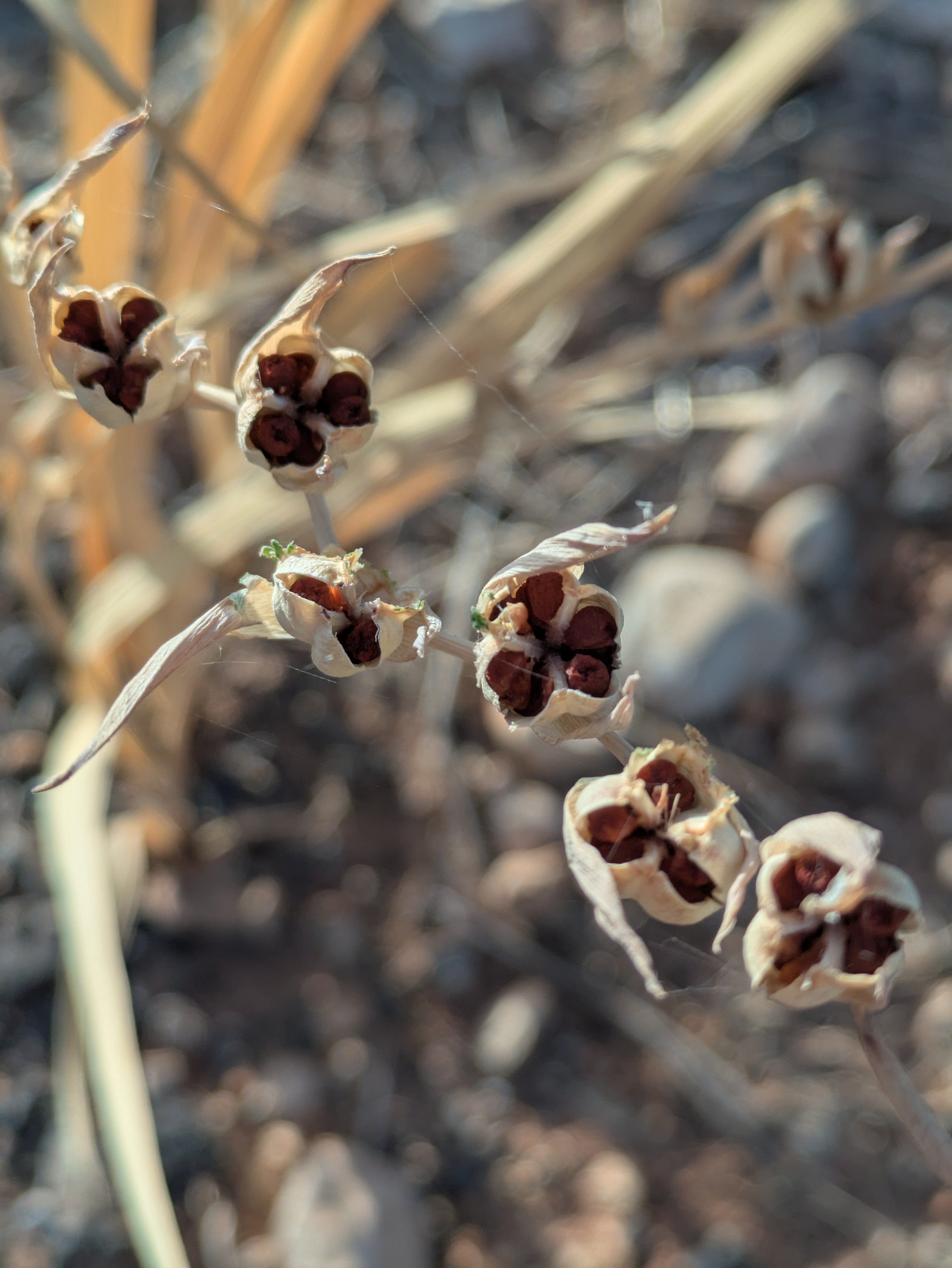
بذر گلایل ایتالیایی خودرو، بهبهان
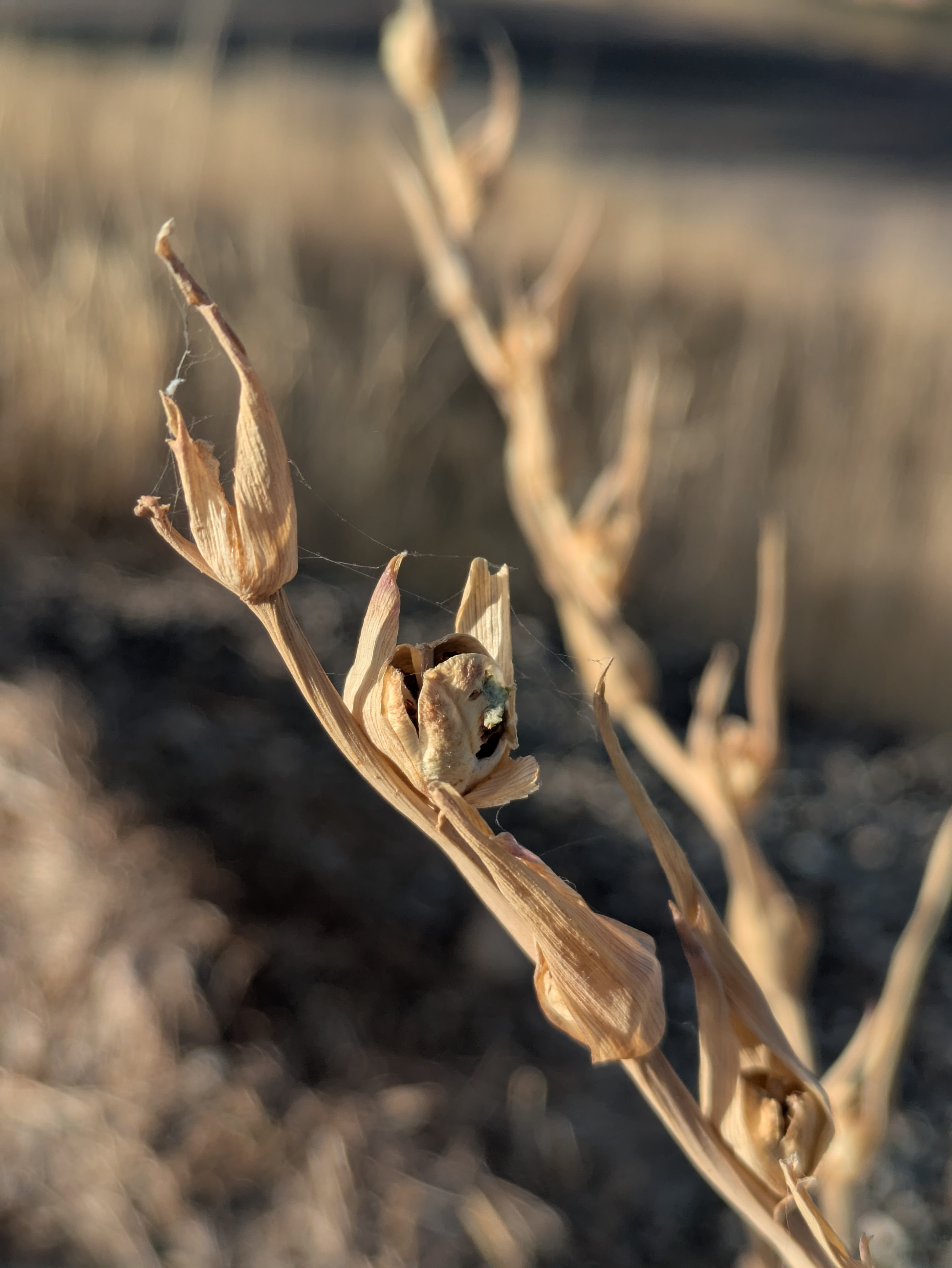
کپسول بذر گلایل ایتالیایی خودرو، بهبهان
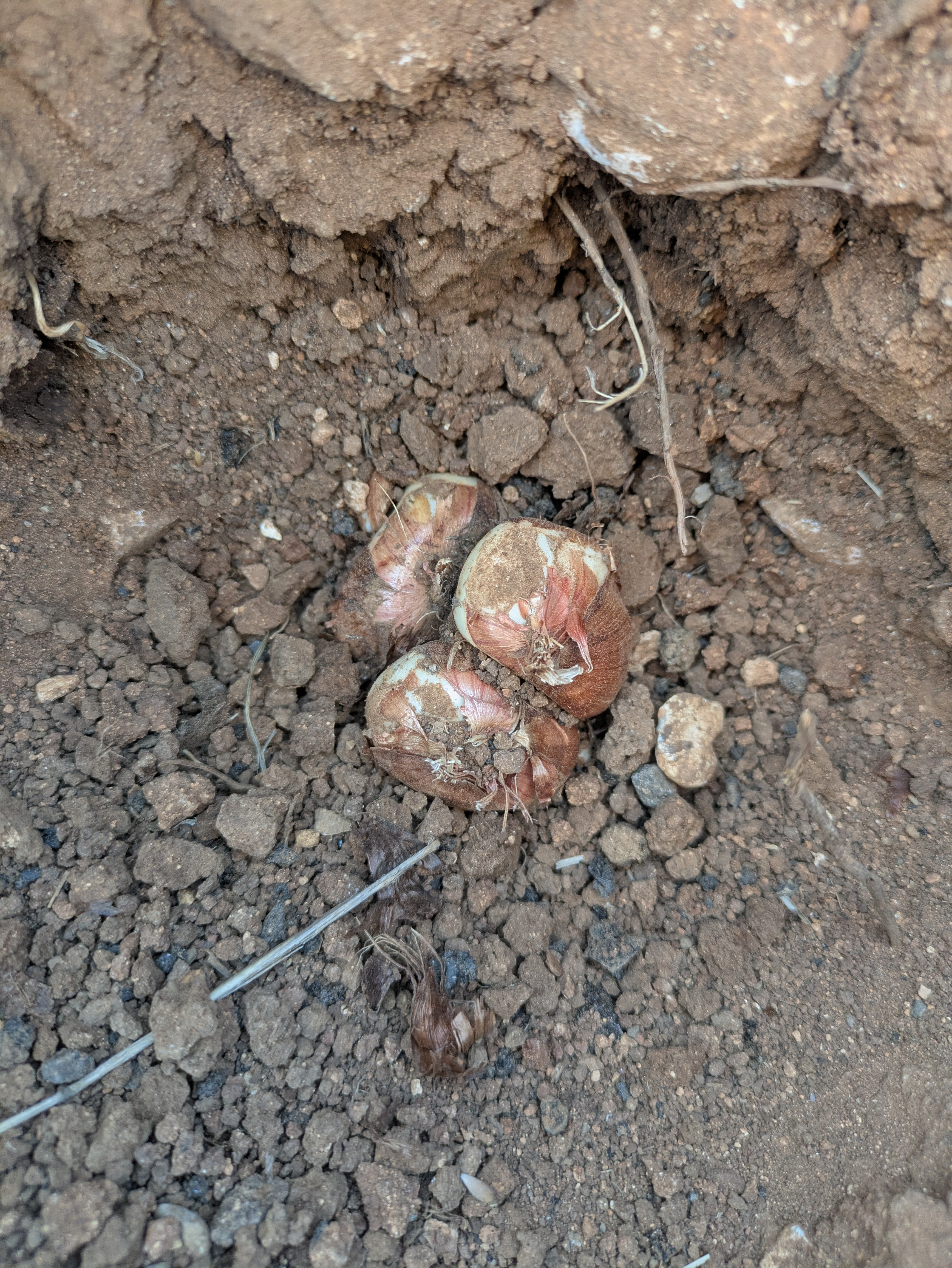
غده‌های گلایل ایتالیایی خودرو، بهبهان